# Lièvre du Yunnan
Lepus comus
Espèce
Statut de conservation UICN

 LC  : Préoccupation mineure
Le lièvre du Yunnan (Lepus comus) est un mammifère de la famille des Léporidés. Il vit en Chine, principalement dans la province du Yunnan, et a aussi été découvert en 2000 dans le nord de la Birmanie.

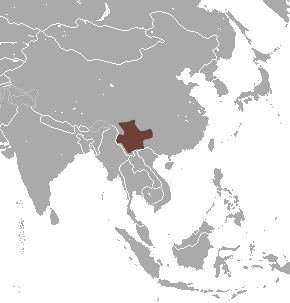
Distribution de l'espèce.